# Jacques Millot
Jacques Millot (Beauvais, 9 luglio 1897 – Parigi, 23 gennaio 1980) è stato un aracnologo francese.

## Biografia
Iscrittosi alla facoltà di medicina di Parigi, si interessò di istologia con Auguste Prenant e con Justin Jolly fino a diventare assistente alla medesima facoltà.
Divenuto professore aggregato nel 1929, si dedicò anche a studi di antropologia presso l'istituto di etnologia di Parigi e quando si rese vacante la cattedra di Anatomia comparata del museo, ne fece richiesta e l'ebbe nel 1943.
Il suo dinamismo lo porta a progettare un laboratorio scientifico in Madagascar, progetto che concretizzò qualche anno dopo nel parco di Tsimbazaza, andando e venendo dal Madagascar fino al 1960.

### Campo di studi
Il suo campo specifico di studi comprendeva la morfogenesi e l'istofisiologia dei vertebrati di piccole dimensioni, nonché le ghiandole degli invertebrati soprattutto quelle sericigene dei ragni. I suoi studi approfonditi consentirono, per alcune famiglie come gli Scytodidae, i Sicariidae e i Pholcidae, di dare rilevanza tassonomica alle piccole differenze riscontrate nelle ghiandole suddette.
Nella descrizione di nuove specie di ragni ha spesso collaborato con l'aracnologo Lucien Berland.

## Taxa descritti
- Afraflacilla Berland & Millot, 1941, genere di ragni (Salticidae)
- Bacelarella Berland & Millot, 1941, genere di ragni (Salticidae)
- Gallieniellidae Millot, 1947, famiglia di ragni
- Paramicromerys Millot, 1946, genere di ragni (Pholcidae)
- Scytodes arboricola Millot, 1946, specie di ragni (Scytodidae)
- Scytodes lesserti Millot, 1941, specie di ragni (Scytodidae)

## Taxa denominati in suo onore
- Acantharachne milloti Emerit, 2000, ragno (Araneidae)
- Andoharano milloti Legendre, 1971, ragno (Filistatidae)
- Filistatoides milloti (Zapfe, 1961), ragno (Filistatidae)
- Phaenopoma milloti Roewer, 1961, ragno (Thomisidae)
- Cophyla milloti Guibé, 1950, rana (Microhylidae)

## Alcune pubblicazioni
- Millot, J., 1929 - Les Glandes séricigènes des Pholcides, Bulletin de la Société zoologique de France, vol.LIV, p. 193-206.
- Millot, J., 1930 - Glandes venimeuses et glandes séricigènes chez les Sicariides, Bulletin de la Société zoologique de France, vol.LV, p. 150-175.
- Millot, J., 1931 - Les Glandes séricigènes des Pholcides, Bulletin de la Société zoologique de France, vol.LVI, p. 75-83.
- Millot, J., 1931 - Le Tubercule anal des Uroctéides et des Oecobiides (Araneidae), Bulletin de la Société zoologique de France, vol.LVI (2), p. 199-205.
- Millot, J., 1932 - L'Anatomie interne des dinopides, Bulletin de la Société zoologique de France, vol.LVII, p. 537-543.
- Millot, J., 1933 - Le Genre "Aebutina" (Aranéides), Bulletin de la Société zoologique de France, vol.LVIII, p. 92-95.
- Millot, J., 1933 - Notes complémentaires sur l'anatomie des liphistiides et des hypochilides, à propos d'un travail récent de A. Petrunkevitch, Bulletin de la Société zoologique de France, vol.LVIII, p. 217-235.
- Millot, J. e Berland, L., 1941 - Les Araignées de l'Afrique Occidentale Française, Mémoires du Muséum national d'histoire naturelle. Nouvelle série, vol.XII, p. 297-423.
- Millot, J., 1946 - Les Pholcides de Madagascar, Mémoires du Muséum national d'histoire naturelle. Nouvelle série, vol.22, p. 127-158.